# 이규영 (1924년)
이규영(1924년 12월 5일~2001년 1월 24일)은 대한민국의 정치인이다. 제5대 국회의원을 지냈다.

## 역대 선거 결과
|  | 36.39% |

|  | 51.13% |

|  | 5.51% |